# Hassi (toponyme)
El Hassi, El Hassiane
Pour les articles homonymes, voir Hassi.
Hassi, (ar) حاسيْ, est un toponyme issu de l'arabe algérien signifiant « puits », et avec article el Hassi, le puits et au pluriel El Hassiane les puits.

## Présentation
Hassi, (ar) حاسيْ, est un toponyme issu de l'arabe algérien (signifiant « puits »)
, fréquemment utilisé dans tout le Grand Maghreb, surtout en Algérie, comme préfixe de nom de commune ou toponyme de type hydrographique,,,,. La transcription "hasy", "al hasy" est aussi utilisée. 
Il s'agit d'un mot issu des langues berbères (tamazight).
Le site géographique get-a-Map définit le hassi comme « un trou cylindrique, une fosse ou un tunnel foré ou creusé à une profondeur à partir de laquelle de l'eau, du pétrole ou du gaz peuvent être pompés ou ramenés à la surface ».
Le toponyme algérien Hassiane en est le pluriel,.
D'autres toponymes arabes ont la même signification : Hass, Hassah, Hassan, Hassani, Hassei.
Parfois le toponyme est utilisé avec l'article arabe el l'ensemble du toponyme signifiant donc « le puits ». On le trouve aussi au pluriel : El Hassiane (« les puits »).